# Podosiczyna
Podosiczyna – część miejscowości, wsi Borki w Polsce położona w województwie podkarpackim, w powiecie niżańskim, w gminie Ulanów.
W latach 1975–1998 miejscowość administracyjnie należała do województwa tarnobrzeskiego.